# RIZIN.14
Cygames presents RIZIN.14（サイゲームス・プレゼンツ・ライジン・フォーティーン）は、日本の総合格闘技団体「RIZIN」の大会の一つ。
2018年12月31日に埼玉県さいたま市さいたまスーパーアリーナで開催された。

## 概要
平成最後の大晦日大会となった本大会では、メインイベントとしてボクシング世界5階級王者フロイド・メイウェザー・ジュニアが那須川天心と対戦した。一度発表後に消滅しかけるトラブルがあったが、試合は消滅せずにスペシャルエキシビジョン(ボクシング非公式戦)という形式で行われ、メイウェザーが1Rに3度のダウンを奪って圧勝した。他にも、RIZIN初の王者を決める2つの王座決定戦が行われた。バンタム級王座決定戦では、前年のRIZINバンタム級トーナメント優勝者の堀口恭司とベラトール現役王者のダリオン・コールドウェルが対戦し、堀口がダリオンを破り、初代バンタム級王者に輝き、女子スーパーアトム級王座決定戦では、前年のRIZIN女子スーパーアトム級トーナメント優勝者の浅倉カンナと浜崎朱加が対戦し、浜崎が勝利して初代女子スーパーアトム級王者に輝いた。なお、同日の午前中には同会場においてRIZIN 平成最後のやれんのか!が開催された。
大晦日フジテレビで放送された中継では、RIZIN中継過去最高の瞬間最高視聴率12.2%をマークし、同時間帯で民放トップの数字を記録した。

## 対戦カード
第1試合 女子MMAルール 49.0kg契約ワンマッチ（肘あり） 5分3R
－  RENA vs.  サマンサ・ジャン=フランソワ －
※RENAのコンディション不良により試合中止
第2試合 MMAルール 70.0kg契約ワンマッチ 5分3R
×  大尊伸光 vs.  トフィック・ムサエフ ○
2R 1:19 TKO（レフェリーストップ：グラウンドパンチ）
第3試合 女子MMAルール 57.0kg契約ワンマッチ（肘あり） 5分3R
×  真珠・野沢オークレア vs.  ヤスティナ・ハバ ○
2R 3:41 TS（リアネイキッドチョーク）
第4試合 MMAルール 59.0kg契約ワンマッチ（肘あり） 5分3R
○  佐々木憂流迦 vs.  マネル・ケイプ ×
3R終了 判定3-0
第5試合 MMAルール 60.0kg契約ワンマッチ（肘あり） 5分3R
○  元谷友貴 vs.  ジャスティン・スコッギンス ×
1R 3:28 ネックシザース
第6試合 MMAルール 70.0kg契約ワンマッチ 5分3R
×  矢地祐介 vs.  ジョニー・ケース ○
2R 4:47 TKO（レフェリーストップ）
第7試合 MMAルール 65.0kg契約ワンマッチ（肘あり） 5分3R
宮田和幸引退試合&山本”KID”徳郁メモリアルマッチ
○  宮田和幸 vs.  山本アーセン ×
2R 3:23 アームロック
第8試合 女子MMAルール 51.0kg契約ワンマッチ 5分3R
×  長野美香 vs.  山本美憂 ○
3R終了 判定0-3
第9試合 MMAルール 70.0kg契約ワンマッチ（肘あり） 5分3R
×  ダロン・クルックシャンク vs.  ダミアン・ブラウン ○
1R 4:10 フロントチョーク
第10試合 女子MMAルール 102.5kg契約ワンマッチ（肘あり） 5分3R
○  ギャビ・ガルシア vs.  バーバラ・ネポムセーノ ×
1R 2:35 アームロック
第11試合 MMAルール 93.0kg契約ワンマッチ（肘あり） 1R10分/2R5分
○  イリー・プロハースカ vs.  ブランドン・ホールジー ×
1R 6:30 TKO（レフェリーストップ：グラウンドパンチ）
第12試合 女子MMAルール 49.0kg契約（肘あり） 5分3R
RIZIN女子スーパーアトム級タイトルマッチ（初代王者決定戦）
×  浅倉カンナ vs.  浜崎朱加 ○
2R 4:34 腕ひしぎ十字固め
※浜崎が初代女子スーパーアトム級王座の獲得に成功
第13試合 MMAルール 61.0kg契約 5分3R
RIZINバンタム級タイトルマッチ（初代王者決定戦）
○  堀口恭司 vs.  ダリオン・コールドウェル ×
3R 1:13 フロントチョーク
※堀口が初代バンタム級王座の獲得に成功
第14試合 スペシャルエキシビジョン(ボクシング非公式戦) 147ポンド(66.7kg)契約 3分3R
○  フロイド・メイウェザー・ジュニア vs.  那須川天心 ×
1R 2:19 タオル投入
※ボクシング非公式戦のため両者の戦績には影響しない